# Stefania Rivi
Stefania Rivi (* 14. September 1978 in Reggio nell’Emilia) ist eine italienische Schauspielerin.

## Leben
Ihre Karriere begann eher zufällig, als sie während des Besuchs des Kunstinstituts in Modena für ein Casting für die Rolle der Co-Hauptdarstellerin im Film A domani, Regie Gianni Zanasi, ausgewählt wurde. Anschließend setzte sie ihre Schauspielkarriere fort und arbeitete auch in Theater-, Radio- sowie vor allem Fernseh- und Filmproduktionen.
Unter ihren weiteren Arbeiten für das große Kino sind zu nennen: Da zero a dieci von Luciano Ligabue, I cavalieri che fecero l'impresa (Pupi Avati), Il terzo occhio, Regie Susanna Nicchiarelli, und Alla fine della notte, Regie Salvatore Piscicelli, letztere zwei aus dem Jahr 2003. 2005 war sie Co-Hauptdarstellerin an der Seite von Adriano Giannini in Dolina des ungarischen Autors Zoltan Kamondi.
Im Fernsehen debütierte sie 1999 in der Rolle der Maria im TV-Film Amici di Gesù – Giuseppe di Nazareth auf Canale 5, Regie Raffaele Mertes, der auch in San Giovanni – L’apocalisse Regie führte, das auf Rai Uno ausgestrahlt wurde. Darauf folgten unter anderem die Miniserien Padri e figli und Ho sposato un calciatore, beide auf Canale 5.

## Filmografie (Auswahl)

### Kino
- 1999: A domani
- 2001: I cavalieri che fecero l'impresa
- 2001: Kilokalorie
- 2002: Da zero a dieci
- 2003: Il terzo occhio
- 2005: Lezione di stile
- 2004: Questo sguardo
- 2007: Dolina

### Fernsehen
- 2000: Joseph von Nazareth (Giuseppe di Nazareth)
- 2002: Le ragioni del cuore
- 2002: Die Bibel – Apokalypse (San Giovanni - L'apocalisse)
- 2004: Questo amore
- 2005: Ho sposato un calciatore
- 2007: Roulette
- 2009–2010: Medicina generale 2